# Stagnicola saridalensis
Stagnicola saridalensis is een slakkensoort uit de familie van de Lymnaeidae. De wetenschappelijke naam van de soort is voor het eerst geldig gepubliceerd in 1934 door Mozley.